# 邁克爾·阿加齊
邁克爾·阿加齊（義大利語：Michael Agazzi；1984年7月3日—）是一位意大利足球運動員。在場上司職守門員。他現在效力於切塞納足球俱樂部。